# Stictoleptura dichroa
Stictoleptura dichroa là một loài bọ cánh cứng trong họ Cerambycidae.